# Kiều Vượng
Kiều Vượng (1944-2018) là nhà văn Việt Nam, được tặng Giải thưởng Nhà nước về Văn học Nghệ thuật vào năm 2017.    

## Tiểu sử
Kiều Vượng sinh ngày 01 tháng 06 năm 1944 tại xã Quảng Hải, huyện Quảng Xương, tỉnh Thanh Hóa.
Kiều Vượng vốn là giáo viên, gia nhập Thanh niên xung phong trong Chiến tranh Việt Nam, tham gia chỉ đạo vận tải trên sông, trên biển và chỉ huy lực lượng thanh niên xung phong mở đường tại nước bạn Lào. Ông là Bí thư Đảng ủy Đoàn Vận tải Lam Sơn tại tỉnh Quảng Bình. Những ngày tháng tham gia cùng Đoàn vận tải thuyền nan Lam Sơn vào tuyến lửa Quảng Bình đã có hơn 2002 đồng đội của ông hy sinh. Bản thân Kiều Vượng đã 6 lần bị thương thành thương tật trong khi làm nhiệm vụ.
Sau năm 1975, ông chuyển sang làm công tác xuất bản, làm báo và viết văn. Ông từng là Trưởng Văn phòng đại diện báo Văn nghệ vùng Bắc Trung bộ tại Thanh Hóa.
Ông là đảng viên Đảng Cộng sản Việt Nam; hội viên Hội Nhà văn Việt Nam từ năm 1990.
Ông mất tại Thanh Hóa ngày 12 tháng 10 năm 2018.

## Sự nghiệp
Những tác phẩm văn học nổi bật của Kiều Vượng: Sóng gió (tiểu thuyết, 1988); Vùng trời thủng (tiểu thuyết, 1990); Đoạn cuối cuộc đời (tập truyện ngắn, 1992); Một đời văn (tuyển tập)…
Ông đã giành được nhiều giải thưởng văn học của: Bộ Giao thông vận tải, Hội Nhà văn Việt Nam, tỉnh Thanh Hóa, Bộ Văn hóa, Thể thao và Du lịch; Giải thưởng văn học sông Mê Kông.
Năm 2017, ông được tặng Giải thưởng Nhà nước về Văn học Nghệ thuật với tác phẩm Vùng trời thủng (tiểu thuyết).

## Tác phẩm chính
- Về một vùng quê (truyện dài, 1982);
- Lời hẹn (ký sự, 1984);
- Người cuối cùng ở lại (tiểu thuyết, 1987);
- Sóng gió (tiểu thuyết, 1988);
- Vùng trời thủng (tiểu thuyết, 1990);
- Đoạn cuối cuộc đời (tập truyện ngắn, 1992);
- Nói với mình (thơ, 1993);
- Một đoạn đời (truyện ký, 1995);
- Những cuộc đời thầm lặng (ký, 1996);
- Nơi mẹ đẻ ra tôi (tập truyện ngắn, 1996);
- Truyện ký Kiều Vượng (1998);
- Vùng đất từng nổi tiếng (2000);
- Chuyện núi Rồng (2001);
- Những cuộc đời những con đường (2004);
- Một đời văn (tuyển tập).

Nguồn:

## Vinh danh
- Giải thưởng Nhà nước về Văn học Nghệ thuật năm 2017.

### Giải thưởng văn học
- Giải ba về đề tài giao thông của Bộ Giao thông vận tải và Hội Nhà văn Việt Nam trao tặng năm 1988 (tiểu thuyết Sóng gió);
- Giải thưởng văn học 5 năm 1990 – 1995 của Thanh Hóa;
- Giải nhất kịch bản phim tài liệu của Bộ Văn hóa, Thể thao và Du lịch (kịch bản Chở đá lên núi, 2000);
- Giải thưởng văn học sông Mê Kông với tiểu thuyết Vùng trời thủng.